# 19 juillet 1961
Le mercredi 19 juillet 1961 est le 200e jour de l'année 1961.

## Naissances
- Benoît Mariage, réalisateur belge
- Bruno Jourdren, navigateur français
- Campbell Scott, acteur et cinéaste américain
- Christian Chaubet, cycliste français
- Frédéric Perez, handballeur français
- Gilles Bloch, polytechnicien, docteur en médecine et docteur en biophysique moléculaire français
- Hideo Nakata, réalisateur japonais
- Marcel Grant, réalisateur, scénariste et producteur britannique
- Maria Filatova, gymnaste artistique soviétique
- Minck Oosterveer (mort le 17 septembre 2011), dessinateur de bande dessinée néerlandais
- Mohamed Khattabi, personnalité religieuse canado-marocaine.
- Niall Mackenzie, pilote de vitesse moto britannique
- Noriyuki Abe, réalisateur japonais
- Philippe Lafitte, écrivain français
- Robbi Morgan, actrice américaine
- Thierry Wasser, parfumeur suisse
- Victor Kossakovsky, réalisateur russe

## Décès
- César Collavéri (né le 2 janvier 1901), personnalité politique française
- Paul Merrill (né le 15 août 1887), astronome américain

## Événements
- Discours de John Fitzgerald Kennedy sur le statut de Berlin[1].

- Tunisie : crise de Bizerte. Revendiquant la base de Bizerte, le président Bourguiba poste ses troupes autour des installations françaises : un affrontement sanglant s’ensuit. La Tunisie rompt les relations diplomatiques avec la France et saisit le Conseil de sécurité des Nations unies.